# 박민수 (가수)
박민수(1998년 11월 27일~)는 대한민국의 가수이다. 별명은 예산의 딸이다.

## 개요
대한민국의 트로트 가수. 서천의 지역 행사를 도맡다시피하며 불타는 트롯맨 참가 이전부터 예산의 딸로 불리었다. 불타는 트롯맨에서 큰 우승 후보 중 한 명이었으나, 최종 5위로 준수한 성적을 달성하였다.

## 방송
- 노래가 좋아
- 불타는 트롯맨
- 불타는 장미단

## 수상
- 2021년 전북 청소년 트로트가요제 대상
- 제1회 전북 트로트가요제 대상
- 군산대학교 가요제 황룡제 대상

## 경력
- 서천경찰서 범죄예방 홍보대사
- 충청남도 명예경찰
- 대전중부경찰서 마약범죄 예방 홍보대사